# عبد الوهاب البابطين
عبد الوهاب محمد عبد الوهاب البابطين (1985 - )؛ سياسي كويتي، ونائب سابق في مجلس الأمة الكويتي.

## نبذة
شارك عبد الوهاب البابطين في انتخابات مجلس الأمة الكويتي 2016 للمرة الأولى في الدائرة الثالثة، وحصل على المركز الأول فيها برصيد 3,730 صوت.

## المؤهلات العلمية والخبرة العملية
- حصل على بكالوريوس محاسبة من جامعة الكويت في 2009.
- عضو في لجنة العلاقات العامة في اتحاد المصارف الكويت 2011 - 2013.
- عضو مجلس إدارة الجمعية الاقتصادية الكويتية.
- رئيس اللجنة الثقافية بالجمعية الاقتصادية الكويتية.
- نائب رئيس لجنة المشاريع الصغيرة بالجمعية الاقتصادية الكويتية.
- عضو جمعية المحاسبين والمراجعين الكويتية.
- عضو جمعية حماية المال العام.
- عضو جمعية عمومية نادي القادسية الرياضي.
- عمل في مجال البنوك لمدة 7 سنوات وتقلد منصب مُدير العلاقات العامة في البنك الأهلي المتحد.

## اللجان
اللجان البرلمانية المشارك بها:
- لجنة الشؤون المالية والاقتصادية
- لجنة حماية الأموال العامة

## أبرز مواقفه في مجلس الأمة
| استجواب الوزيرة هند الصبيح (يناير 2018)                  | ضد الاستجواب |
| استجواب الوزير بخيت الرشيدي (2018)                       | مع الاستجواب |
| استجواب الوزيرة هند الصبيح (مايو 2018)                   | ضد الاستجواب |
| استجواب الوزير خالد الروضان (2019)                       | ضد الاستجواب |
| استجواب الوزير محمد الجبري (2019)                        | مع الاستجواب |
| استجواب الوزير نايف الحجرف (2019)                        | مع الاستجواب |
| استجواب الوزير براك الشيتان (2020)                       | ضد الاستجواب |
| استجواب الوزير أنس الصالح (أغسطس 2020)                   | ضد الاستجواب |
| استجواب الوزير سعود هلال الحربي (أغسطس 2020)             | مع الاستجواب |
| استجواب الوزير سعود هلال الحربي (سبتمبر 2020)            | مع الاستجواب |
| استجواب الوزير أنس الصالح (سبتمبر 2020)                  | ضد الاستجواب |
| تصويت فتح باب ما يستجد من أعمال (تعديل النظام الانتخابي) | موافق        |